# Gran cacciatore del re
Il gran cacciatore del re era, nel regno d'Italia, il gentiluomo della Real Casa incaricato di sovrintendere alle battute di caccia e di pesca reali. Egli era inoltre responsabile di tutti i parchi nazionali e delle riserve private del sovrano, nonché di tutte le tenute.

## Cronotassi
| N°                       | Gran Cacciatore del Re   | Gran Cacciatore del Re                                                   | Mandato                  | Mandato                  | Sovrano                                                 |
| N°                       | Gran Cacciatore del Re   | Gran Cacciatore del Re                                                   | Inizio                   | Fine                     | Sovrano                                                 |
| ------------------------ | ------------------------ | ------------------------------------------------------------------------ | ------------------------ | ------------------------ | ------------------------------------------------------- |
| Carica abolita (1849-60) | Carica abolita (1849-60) | Carica abolita (1849-60)                                                 | Carica abolita (1849-60) | Carica abolita (1849-60) | Vittorio Emanuele II (1849-1878)                        |
| 1                        | ?                        | Francesco De Biler (?-?) Direttore Generale delle Regie Cacce (dal 1855) | 1854                     | 1860                     | Vittorio Emanuele II (1849-1878)                        |
| 2                        |                          | Alessandro Luserna d'Angrogna (1800-1867)                                | 1860                     | 1867                     | Vittorio Emanuele II (1849-1878)                        |
| 3                        |                          | Maurizio Gerbaix de Sonnaz (1816-1892)                                   | 1867                     | 1872                     | Vittorio Emanuele II (1849-1878)                        |
| 4                        |                          | Ettore Bertolè-Viale (1829-1892)                                         | 1872                     | 1892                     | Vittorio Emanuele II (1849-1878) Umberto I (1878-1900)  |
| 5                        | ?                        | Giulio Carminati di Brambilla (1837-1919)                                | 1892                     | 1919                     | Umberto I (1878-1900) Vittorio Emanuele III (1900-1946) |
| ?                        | ?                        | Edgardo Guerrieri (?-?)                                                  | 1930                     | 1941                     | Vittorio Emanuele III (1900-1946)                       |
| ?                        | ?                        | Giandomenico Spinola (?-?)                                               | 1941                     | 1943                     | Vittorio Emanuele III (1900-1946)                       |